# Camaleones (telenovela)
Camaleones es una telenovela mexicana de corte juvenil producida por Rosy Ocampo para Televisa en el año 2009. 
Protagonizada por Belinda y Alfonso Herrera,   junto a Sherlyn y Pee Wee; y con las participaciones antagónicas de Manuel "Flaco" Ibáñez, Guillermo García Cantú y Grettell Valdez. Cuenta además con las actuaciones estelares de Edith González y Ana Bertha Espín.

## Sinopsis
Valentina (Belinda) y Sebastián (Alfonso Herrera), "Los Camaleones" son manipulados por "El Amo" (Manuel "Flaco" Ibáñez), haciéndolos robar piezas de arte y joyas valiosas valuadas en millones de dólares, ya que si no cumplen con sus demandas, él tiene suficiente poder como para matar a sus únicos seres queridos, que están en la cárcel. El propósito de ''El Amo'' es burlar a Augusto Ponce de León (Guillermo García Cantú), quien es el padre de Solange (Sherlyn), separado de Francisca Campos (Edith González), mujeriego, jefe de la policía y corrupto. Es el encargado del caso "Camaleón", y que tiene que resolver si quiere llegar a un puesto en la política y tener cada vez más poder.
Valentina y Sebastián se hacen pasar por prefecta y profesor de Historia del Arte, respectivamente, en el Colegio San Bartolomé, donde Francisca y Augusto son los directores y dueños del mismo; es ahí donde Solange estudia y donde el jardinero Leónidas (Manuel "Flaco" Ibáñez), quien resulta ser un policía encubierto y el padre del gran amor de juventud de Francisca, planea meter a la cárcel a Augusto por sus crímenes y la muerte de su hijo, pues este lo aventó de un edificio e hizo creer a todos que se había suicidado. Él desarrolla amistad con Valentina, Sebastián, Solange y Ulises (Pee Wee), y desde el sótano de la escuela está planeando una venganza contra Augusto, por pretender ser algo que no es. Irónicamente, todos los personajes principales se hacen pasar por otra persona, de ahí el nombre Camaleones.

## Reparto
- Belinda - Valentina Izaguirre de Jaramillo
- Alfonso Herrera - Sebastián Jaramillo
- Edith González - Francisca Campos de Ponce de León
- Sherlyn González - Solange "Sol" Ponce de León Campos
- Pee Wee - Ulises Morán Ramírez
- Guillermo García Cantú - Augusto Ponce de León
- Manuel "Flaco" Ibáñez - Leónidas "Leo" / Horacio García Montaño
- Ana Bertha Espín - Guadalupe "Lupita" Ramírez Vda. de Morán
- Grettell Valdez - Silvana Sáenz Arroyo
- Roberto Blandón - Javier Saavedra
- José Elías Moreno - Armando Jaramillo
- Luis Manuel Ávila - Eusebio Cándido Portillo Gómez
- Karla Álvarez - Prefecta Ágata Menéndez
- José Luis Reséndez - Pedro Ricalde / Pedro Cantú
- Mariana Ávila - Carmen Castillo
- Marisol Santacruz - Magdalena Orozco
- Roberto Ballesteros - Ricardo Calderón
- Flor Rubio - Irene Alatriste
- Ferdinando Valencia - Patricio Calderón "Pato"
- Alberich Bormann - Federico Díaz Ballesteros
- Carla Cardona - Mercedes Márquez "Mercy"
- Erik Díaz - Lucio Barragán
- Juan Carlos Flores - Bruno Pintos Castro
- Lucía Zerecero - Rocío Santoscoy
- Mariluz Bermúdez - Lorena González
- Michelle Renaud - Betina Montenegro
- Paul Stanley - Rolando Rincón
- Taide - Cristina Hernández Campos
- Lilibeth - Sabrina
- Ricardo de Pascual - Gerardo Zúñiga
- Erick Guecha - Conrado Tapia
- Anaís - Evangelina de Márquez
- Eduardo Cáceres - José Ignacio Márquez
- Lucero Lander - Florencia de Santoscoy
- Arsenio Campos - Señor Santoscoy
- Eduardo Liñán - Víttorio Barragán
- Esteban Franco - Señor Pintos
- Renée Varsi - Norma de Pintos
- Amairani - Señora de Rincón
- Mónica Dossetti - Señora de Díaz
- Queta Lavat - Graciela
- Rafael del Villar - Damián Montenegro
- Jessica Salazar - Catalina de Saavedra
- Jesús Moré - Enrique García Rivero
- Jonathan Becerra - Jonathan
- Alejandro Correa - Edgar Márquez
- Evelyn Zavala - Lucila Márquez
- Anhuar Escalante - Benito
- Jorge Alberto Bolaños - Vicente Villoro
- Ginny Hoffman - Gabriela
- Lilí Brillanti - Susana Romero
- Ricardo Vera - Efraín Castillo
- Rosángela Balbó - Marcela de Castillo
- Teo Tapia - Ramón Velásquez Buendía
- Roberto Marín - Roberto Morán (joven)
- Salvador Ibarra - Roberto Morán (adulto)
- Ramón Valdez Urtiz - Perico
- Jaume Mateu - Céspedes
- Ernesto Faxas - Pablo Ramírez Cuello
- Martha Ortiz - Manuela
- Claudia Silva - Secretaria de Augusto
- Ricardo Fernández Rue - Javier
- Gabriel Roustand - Policía
- Daniel Continente - Policía
- Diego Lara - Alumno de segundo grado
- Nancy Patiño - Hermana de Rolando
- Miguel Ángel Wolosky - Alumno
- Yanni Torres - Valentina Izaguirre (niña)
- Roger Cudney - Embajador de Bulgaria
- Mikaela Ojeda - Luisa Moran de Saavedra

## Premios
| Año  | Premio                     | Categoría                                 | Nominados                 | Resultados |
| ---- | -------------------------- | ----------------------------------------- | ------------------------- | ---------- |
| 2010 | Premios TVyNovelas         | Mejor actor de revelación                 | Pee Wee                   | Nominado   |
| 2010 | Kids' Choice Awards México | Personaje masculino favorito en una serie | Alfonso Herrera           | Nominado   |
| 2010 | Kids' Choice Awards México | Personaje masculino favorito en una serie | Pee Wee                   | Nominado   |
| 2010 | Kids' Choice Awards México | Personaje femenino favorito en una serie  | Belinda                   | Nominada   |
| 2010 | Kids' Choice Awards México | Villano Favorito                          | Manuel "Flaco" Ibáñez     | Nominado   |
| 2010 | Premios People en Español  | Mejor actor / actriz juvenil              | Belinda                   | Nominado   |
| 2010 | Premios People en Español  | Mejor actor / actriz juvenil              | Alfonso Herrera           | Nominado   |
| 2010 | Premios People en Español  | Mejor pareja                              | Belinda & Alfonso Herrera | Nominados  |
| 2011 | Premios Juventud           | Chica que me quita el sueño               | Belinda                   | Nominada   |
| 2011 | Premios Juventud           | ¡Está buenísimo!                          | Alfonso Herrera           | Nominado   |

## Música
Dentro de la trama de la telenovela se formó un grupo musical llamado Camaleones, integrado por varios actores de la misma.
Algunos temas que sonaron dentro de la trama son:
- Bossa - Belinda
- Lolita[6]  - Belinda
- Planeta - Belinda
- Religión[7] - Belinda
- Rosas
- Sal de mi piel[8] - Belinda
- Tan feliz - Pee Wee
- Una hermosa historia - Camaleones
- Wacko (instrumental)

## Lanzamiento en DVD
Al igual que se lanzó un CD con las canciones de la telenovela, el 14 de mayo del 2010 se lanzó un DVD.